# شوننبرگ، زوریخ
شوننبرگ یک شهرداری سابق در ناحیه هورگن در کانتون زوریخ در سوئیس است.  در ۱ ژانویه ۲۰۱۹، شهرداری‌های سابق هوتن و شوننبرگ در شهرداری ودنسویل ادغام شدند.

## حمل و نقل
خط اتوبوس زیمربرگ (Zimmerbergbus)، ارائه‌شده توسط Sihltal Zürich Uetliberg Bahn (SZU)، منطقه زیمربرگ و بخش‌هایی از دره Sihl را به هم متصل می‌کند.  همچنین دو مسیر Postauto (150، 160) وجود دارد که شوننبرگ را به بقیه شبکه ZVV متصل می‌کند.